# Procesamiento directo
Procesamiento directo (en inglés straight-through processing, STP) es un proceso ininterrumpido y totalmente automatizado de tratamiento de la información. Los datos primarios pueden formarse tanto por sistemas automatizados como a través de la introducción manual, pero su transmisión y tratamiento posteriores son totalmente automatizados.
En un sentido más estricto, la tecnología STP supone que una compañía de brókeres ejerza de intermediario entre los clientes y el  mercado externo. Las órdenes de los clientes se redirigen automáticamente para celebrar transacciones en el mercado externo o para una contraparte grande.

## Transacciones
El STP fue diseñado para la compraventa de las acciones a principio de los años 90 en Londres para el tratamiento automatizado de las transacciones financieras que les son inherentes.
En el pasado, el apunte de los pagos siempre requería una intervención manual. El proceso a menudo llevaba varias horas. Además, la intervención humana ocasionaba un mayor riesgo de errores.
Con la ayuda del STP las operaciones con moneda o valores pueden tratarse y celebrarse en un mismo día.
Los pagos aún pueden realizarse fuera del procedimiento del STP debido a varias razones.

## Ventajas
Introducido en su totalidad, el STP puede ofrecer a los gestores de activos ventajas tales como ciclos de procesamiento más cortos, bajada de los riesgos de los cálculos y de los gastos operacionales. Algunos analistas del sector opinan que una automatización al 100 % no es alcanzable. En vez de esto ellos promueven la idea de subir los niveles de STP interno dentro de una empresa, alentando a los grupos de las compañías a trabajar juntos para mejorar la calidad de la automatización de la información transaccional entre ellos, sea a base de la bilateralidad o como una comunidad de usuarios (un STP externo). Otros analistas, sin embargo, creen que el STP se conseguirá con la aparición de la compatibilidad funcional de los procesos de negocios.